# Frédéric Cissokho
Frédéric Cissokho est un footballeur français, né à Rouen le 19 avril 1971 évoluant  au poste de latéral droit et milieu défensif.

## Carrière

### En club
Formé au FC Rouen puis au Sporting Club Abbeville lorsque ce dernier évolue en Division 2.
Il signe à l'ES Wasquehal en 1990, avec lequel il gravit les échelons jusqu'à la deuxième division française. Il dispute 36 rencontres en division 2 lors de la saison 1997-1998.
Il part jouer ensuite à l'USL Dunkerque en CFA2, il passe par l'Olympique d'Alès en Cévennes, club de National, de 2002 à 2004, il joue en amateur au Football Club Bagnols-Pont puis finis sa carrière à l'Olympique d'Alès en Cévennes en 2004.
Après deux ans loin des terrains, il décide de se lancer dans une carrière d'arbitre, puis cesse cette activité trois ans plus tard pour entraîner les équipes de petits clubs de la région d'Ales (Gard 30). Son expérience la plus aboutie en la matière sera l'année ou il entraînera les Juniors de l'équipe du Stade Sainte Barbe de la Grand'combe (30110).
En 2012 il revient à l'ES Wasquehal et sous la volonté de Gérard Vignoble, il entraîne les moins de 18 ans (U19).

## Vie privée
Il est père de trois enfants, Junior, Issiaka et Keïta

## Palmarès

### Avec l'Entente Sportive de Wasquehal
- champion de France de National 2 en 1995
- vice-champion de France de National 1 en 1997